# Улица Студёная Гора
Улица Студёная Гора — улица в историческом центре Владимира. Частью является участком старого Владимирского тракта. Идёт от проспекта Ленина, изгибом выходя к улице Дзержинского. Нумерация домов — от Дворянской улицы.

## История

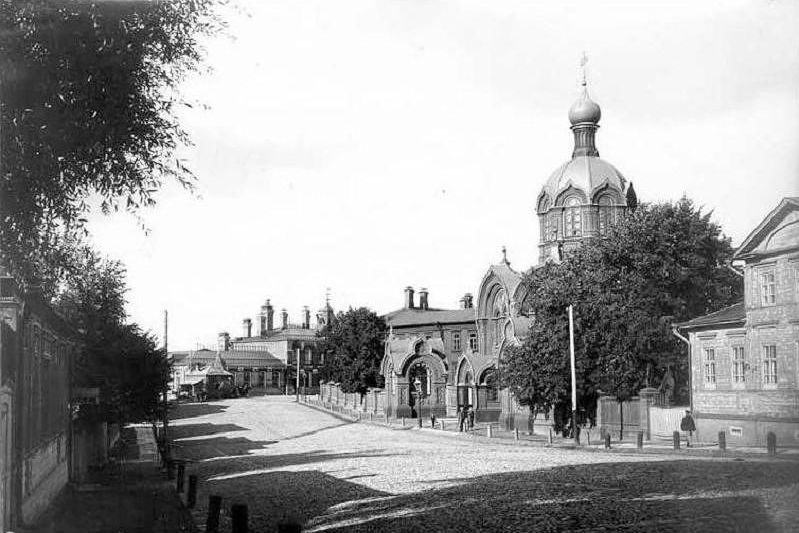
Улица Студёная гора в начале XX века

Название улица связано с рельефом местности (естественная возвышенность, в прежние времена — одно из лучших мест обзора города), по которой она проходит, и с особенностью местного климата — многолетние метеорологические наблюдения показали, что температура воздуха здесь заметно ниже, чем в других районах города. Легенда, связанная с другой версией происхождения названия улицы, прозвучала в стихотворении губернатора Владимирской губернии (1802—1812) поэта И. М. Долгорукова «Хижина на Рпени».
Когда, в конце XVI века, был создан Владимирский ям, владимирский пригород за Золотыми воротами стал заселяться ямщиками, первыми жителями стали переселенные из суздальской Михайловской слободы 15 ямщицких семей. После пожара В XVIII веке ямщицкая слобода была возобновлена на новом месте за Студеной горой. Улица начала застраиваться. В 1891—1893 гг. в начале улицы возведён храм Архангела Михаила.
В декабре 1920 г. в здании бывшей дворянский богадельни была открыта первая в городе детская больница (мемориальная доска).
С 1937 по 1991 год улица носила имя Пушкина.
С мая 1984 года помещение храма Архангела Михаила занимала экспозиция «Часы и время».

## Достопримечательности

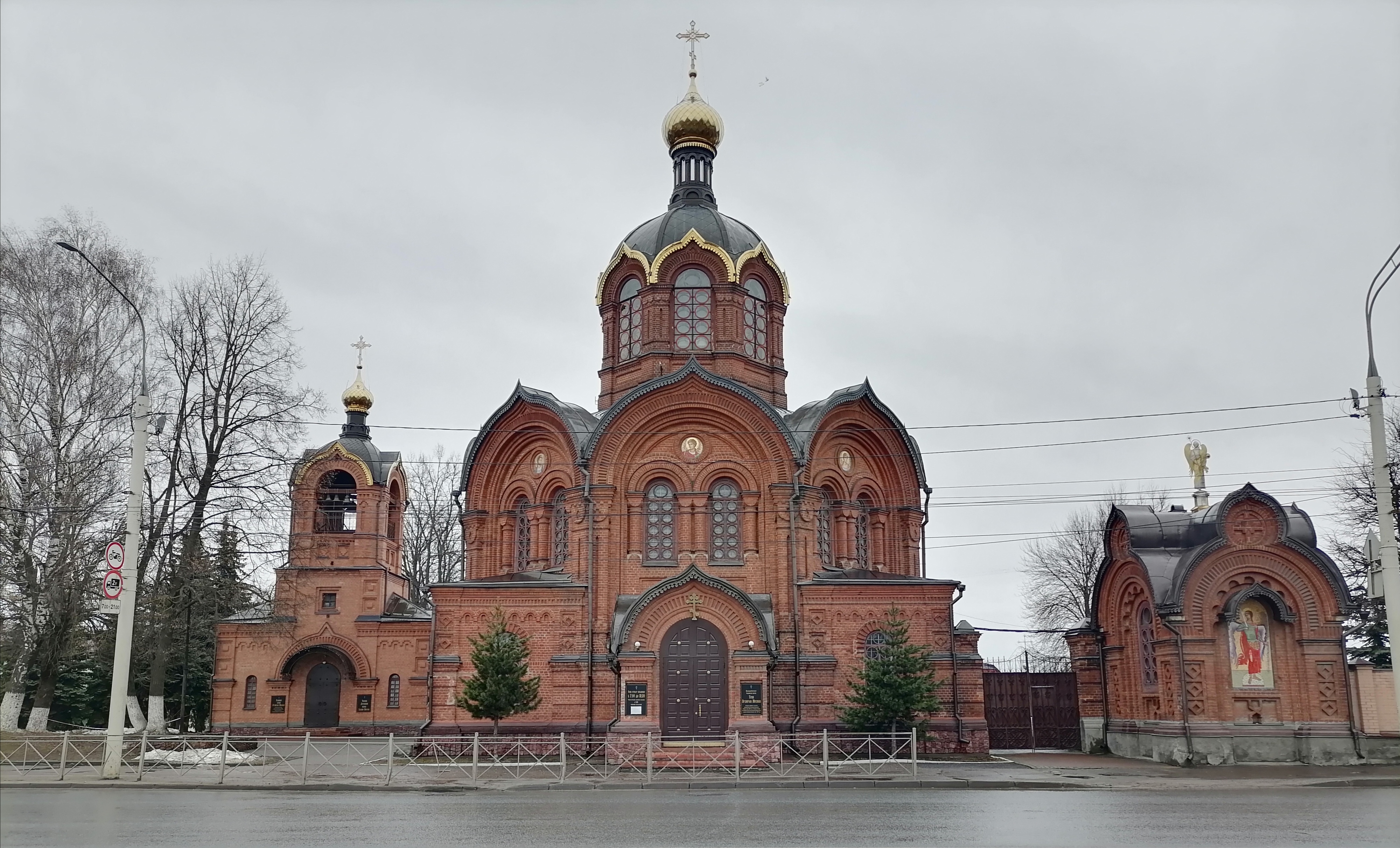
Михаило-Архангельская церковь

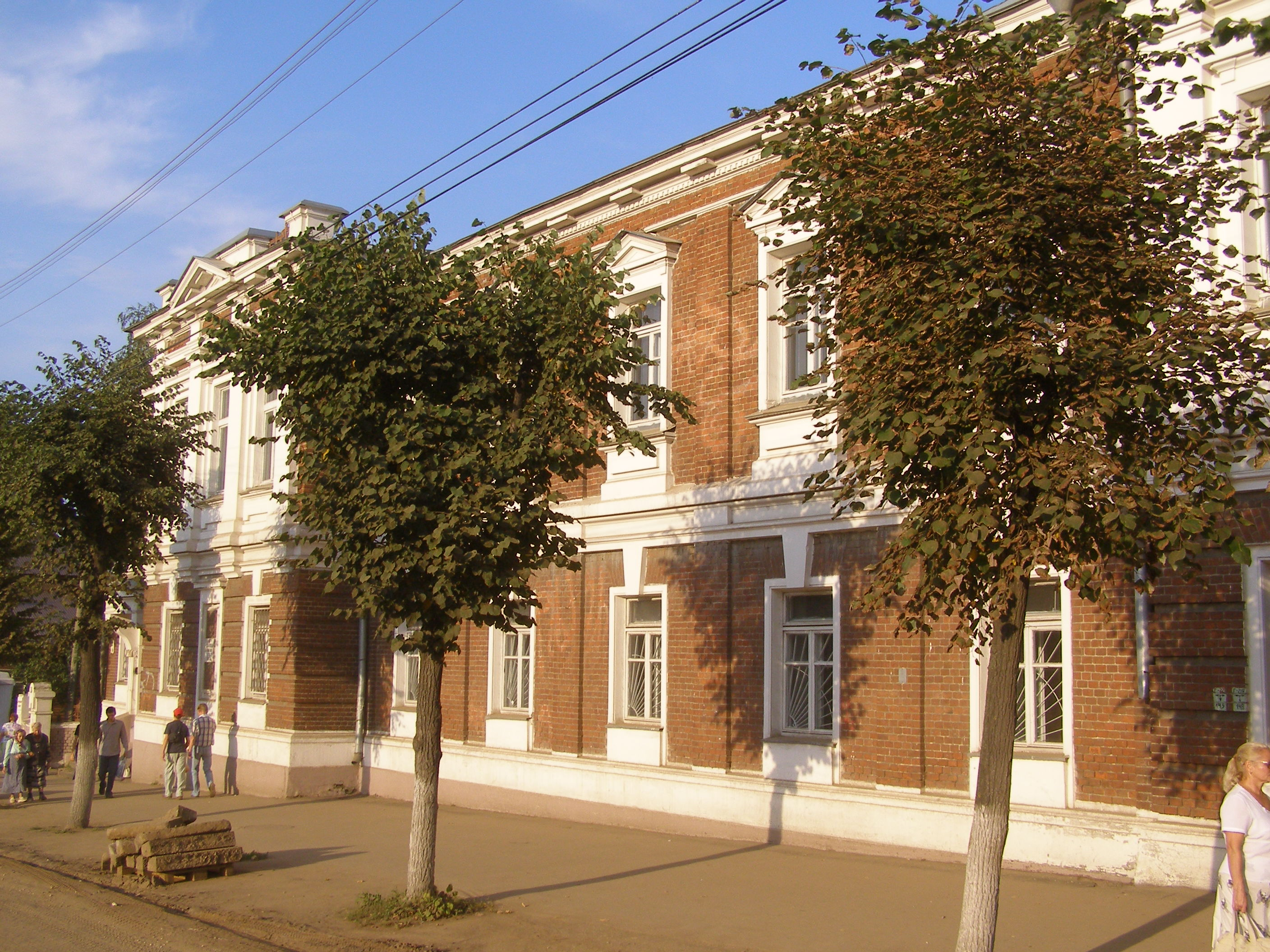
Дворянская богадельня

д. 1А — Михаило-Архангельская церковь
д. 3 — Бывшая дворянская богадельня
д. 9 — бывший дом Медушевского
д. 13 — дом, в котором находилась конспиративная квартира РСДРП
Мальцевское ремесленное училище
Церковь евангельских христиан-баптистов

## Известные жители
д. 24 — писатель И. Л. Леонтьев (1855—1911).